# 樂意效勞
〈樂意效勞〉（日语： Hai Yorokonde）是日本創作歌手菅生健人的第6首數位單曲，於2024年5月27日由Blowout Inc.發行。這首歌由菅生和GRP共同創作，是一首憂鬱基調的快節奏流行歌曲，講述了壓力到達巔峰的上班族日常生活。歌曲封面和MV由兼久和哉設計，風格類似於1950至60年代昭和時期的漫畫和動畫。

## 背景與發行
〈樂意效勞〉是菅生的第六首數位發行單曲，距前作〈いろは〉的發行已有約六個月。這首歌曲表達了在經歷躁鬱症困擾的同時，菅生因透過自己的第一首單曲〈死ぬな！〉獲得了救贖，並在歌頌〈死ぬな！〉的「那之後的故事」：
關於這首歌的創作背景，菅生在接受日本電視台採訪時有以下的解釋：
|            | 我自己患有雙極性情感障礙，也就是俗稱的躁鬱症。情緒有時過度高漲，有時過度低落，這種狀態波動非常大。雖然我能理解情緒低落是病症，但我卻無法理解為何情緒高漲也是病。這讓我不知道哪裡是疾病的界線，哪些又是我內心的溫柔與忍耐。所以，我創作了這首歌，提醒自己要時常向身邊親近的人發出簡單的SOS信號，無論情緒高昂還是低落，都讓他們知道“現在我情緒有點高”或是“現在我情緒有點低”，養成這樣的習慣。 |
| ——菅生健人 | |

### 工作人員名單
- 主唱、作詞、作曲：菅生健人
- 作曲、編曲：GRP
- 錄音：古澤綠
- 混音：安宅秀樹
- MV動畫、封面設計：兼久和哉（日语：かねひさ和哉）

## 收錄曲目
| 數位下載／串流媒體 | 數位下載／串流媒體 | 數位下載／串流媒體 |
| 曲序               | 曲目               | 时长               |
| ------------------ | ------------------ | ------------------ |
| 1.                 | 樂意效勞           | 2:41               |

| 數位下載／串流媒體（英語） | 數位下載／串流媒體（英語） | 數位下載／串流媒體（英語） |
| 曲序                       | 曲目                       | 时长                       |
| -------------------------- | -------------------------- | -------------------------- |
| 1.                         | 樂意效勞（英文版）         | 2:41                       |

## 排行榜成績
〈樂意效勞〉在發行後不久就在日本社交媒體上迅速走紅，登上了日本公告牌Heatseekers單曲榜榜首，隨後在Billboard Japan Hot 100排行榜上最高排名第四名，並在Global Japan Songs Excl. Japan榜單上達到第二位。
在2024年7月3日公布的Billboard Japan Heatseekers Songs排行榜中，〈樂意效勞〉位居第一名；2024年8月14日公布的Billboard Japan Hot 100排行榜中，該歌曲亦進入前五，排名第五。
在Oricon公信榜榜單中，2024年8月19日發布的Oricon數位單曲（單曲）排行榜中，下載數達到4529次，名列第七。同日發布的綜合單曲排行榜中，該單曲排名第九。此外，在該周的串流播放排行榜中，〈はいよろこんで〉達到742萬2097次播放量，名列第三。
這首歌的英文版由Penthouse的浪岡真太郎翻譯，於7月31日發行。菅生於8月5日在CDTV Live! Live!節目上進行了電視演出，並於8月30日登上了YouTube頻道THE FIRST TAKE。
| 排行榜 (2024)                 | 峰值 位置 |
| ----------------------------- | --------- |
| Global Excl. US (《告示牌》)  | 99        |
| 日本 (Japan Hot 100)          | 4         |
| 日本發現歌曲榜 (日本公告牌)   | 1         |
| 日本綜合單曲榜 (Oricon)       | 7         |
| 韓國歌曲下載榜 (Circle数字榜) | 122       |

## 音樂錄影帶
〈樂意效勞〉的音樂錄影帶（MV）動畫由影像創作者か兼久和哉負責。於5月27日在YouTube上公開，並於8月3日突破5000萬次觀看，躋身YouTube排行榜TOP100的第一名。8月2日，該MV在韓國的每日音樂錄影帶排行榜中名列第二。至2024年9月30日，該MV的觀看次數突破1億次。
MV中的舞蹈場景引起熱議，因而成為網路迷因，此外，影片中的摩斯電碼場景「トントントンツーツーツー」也成為影片串接素材，催生了大量的二次創作。